# Egida

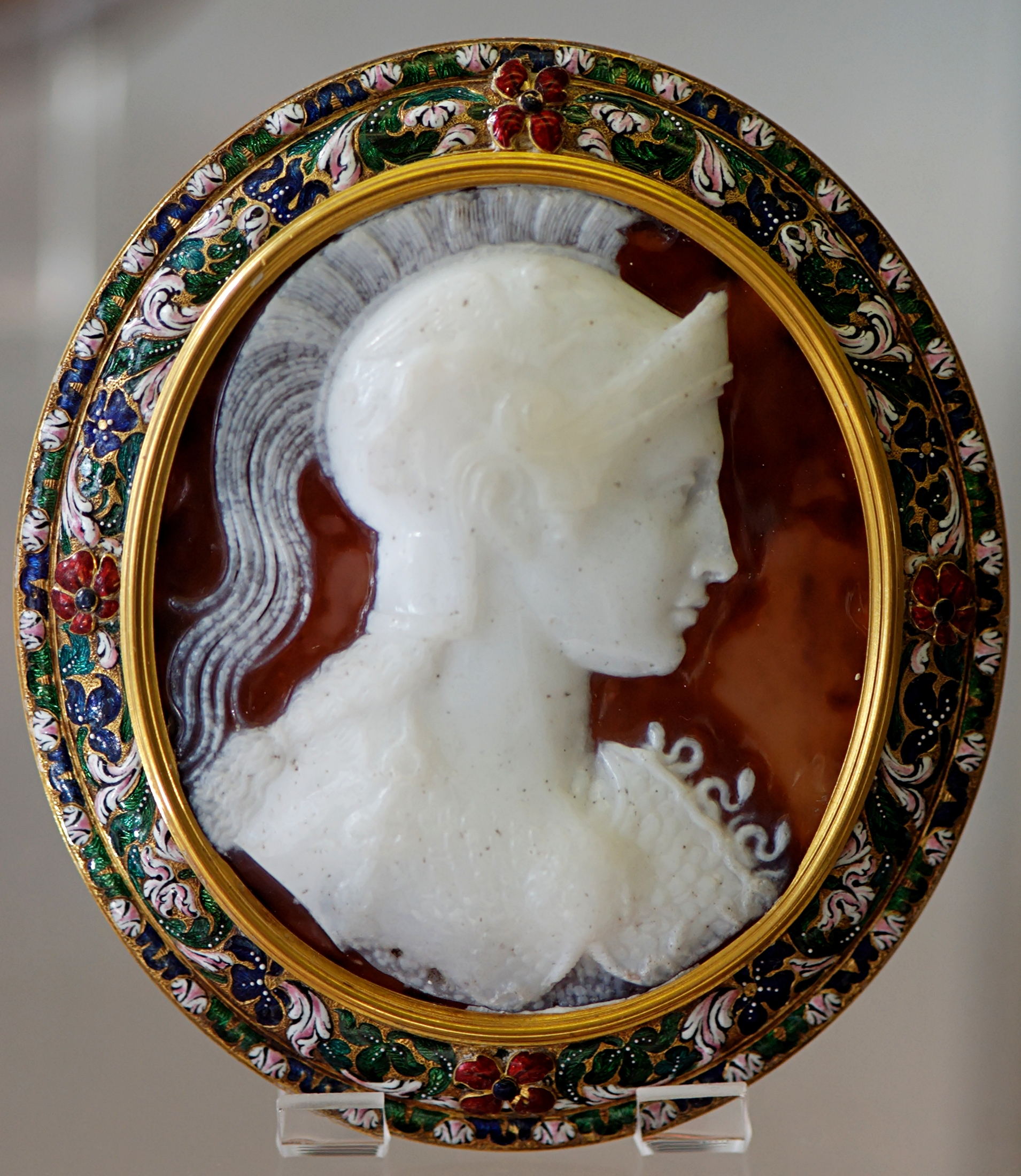
Cammeo raffigurante Atena con l'egida in testa

L'ègida (in greco αἰγίς, in latino aegis) è lo scudo di Zeus e un tipo di protezione indossato da Atena.
Generalmente si pensa che sia fatta di pelle di capra, ma da un'opera di Eschilo si è ipotizzato che in origine l'egida fosse immaginata come una nube tempestosa (e precisamente il cerchio di nubi che si addensa sulla testa di Zeus al momento del tuono divino). Infatti vi è somiglianza tra i termini αἴξ àix "capra" e καταιγίς kataigìs "uragano".
L'egida usata da Atena è una corta corazza con le frange oppure uno scudo magico, dove in alcune versioni dal suo centro spicca la testa della Gorgone, attorniata da Lotta, Paura, Forza e Inseguimento.
Per traslato, nel lessico quotidiano egida significa "protezione, difesa, riparo".

## Diverse egide

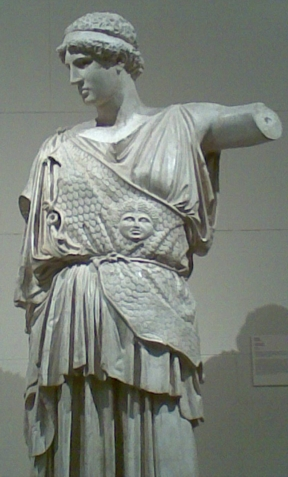
Una statua di Atena che indossa una pelle come egida. Esposta al Museo Puškin delle belle arti

L'egida era la magica sacca di pelle di capra contenente una serpe e protetta dalla maschera della Gorgone. Erodoto lo conferma, e descrive come l'abbigliamento delle donne libiche fosse caratterizzato da grembiuli di pelle di capra, ornati di frange. I Greci ne presero esempio, ma al posto dei serpenti posero delle striscioline di cuoio.
Le prime due versioni del mito:
- Perseo uccise Medusa mozzandole la testa, la quale era in grado di pietrificare all'istante chiunque la guardasse. Atena in seguito si appropriò del talismano (la testa di Medusa) inserendolo in uno scudo fatto di pelle di capra, ed esso divenne il suo scudo magico in grado di pietrificare all'istante i suoi nemici.
- Il gigante Pallante tentò di violentare Atena, ma la dea lo uccise e lo scorticò; il gigante era ricoperto, al posto di pelle umana, di pelle caprina, con la quale Atena si fabbricò l'egida, uno scudo magico che nessuna arma poteva infrangere.

Leggende più tarde (così anche Omero nell'Iliade) vogliono che l'egida fosse stata fabbricata da Efesto con la pelle di Amaltea, la capra balia di Zeus. Efesto ne fece uno scudo indistruttibile e resistente perfino alla folgore. Zeus è definito Egioco proprio perché fornito di egida.

Zeus non la usa come scudo da combattimento, ma per scatenare tempeste, agitandola.
Molto più tardi Pseudo-Apollodoro, nella Biblioteca, racconta che, durante un combattimento fittizio tra Atena e la sua giovane compagna di giochi, la libica Pallade figlia di Tritone, Zeus gettò l'egida (una cosa che si poteva legare al petto) distraendo Pallade che non vide arrivare il fendente di Atena che la uccise. Estremamente rattristata dal fatto, Atena modellò un'immagine di Pallade di legno e attorno al petto legò l'egida che l'aveva spaventata. Poi posò la statua accanto a Zeus e la onorò.
Nell'Iliade, l'arma viene usata a volte anche da Apollo.